# Magra (M'Sila)
Magra (în arabă مقرة) este o comună din provincia M'Sila, Algeria.
Populația comunei este de 39.250 de locuitori (2008).